# دون فيرغسون
دون فيرغسون (2 يناير 1963 بكندا - ) هو لاعب كرة قدم كندي في مركز حراسة المرمى. شارك مع منتخب كندا لكرة القدم. أما مع النوادي، فقد لعب مع North York Rockets ‏ وOttawa Intrepid ‏.

## وصلات خارجية
- دون فيرغسون على موقع قاعدة بيانات كرة القدم.إي يو (الإنجليزية)